# Berni Rodríguez
Berni Rodríguez (Málaga, 7. lipnja 1980.) španjolski je profesionalni košarkaš. Igra na poziciji bek šutera, a trenutačno je član španjolskog kluba Unicaja Málage. Rodríguez je svoju karijeru proveo u svom sadašnjem klubu. S Unicajom je osvojio Kup Radivoja Koraća 2000./01., španjolski Kup Kralja 2004./05. i španjolsko prvenstvo 2005./06. 

## Španjolska reprezentacija
Za španjolsku reprezentaciju debitirao je 21. studenog 2001. s 4 poena u pobjedi Španjolske protiv Rumunjske 90-50. Bio je član reprezentacije koja je osvojila srebrnu medalju na Europskom prvenstvu u Španjolskoj 2007., zlatnu medalju na Svjetskom prvenstvu u Japanu 2006. i još jedno srebrno odličje na Olimpijskim igrama u Pekingu 2008. godine. 

## Vanjske poveznice
- Službena stranica  Arhivirana inačica izvorne stranice od 25. travnja 2009. (Wayback Machine)
- Profil na Euroleague.net
- Profil na ACB.com